# Axel Silva
Axel Steven Silva Cabrera (Santa Teresa, Carazo, 29 de marzo de 1993) es un futbolista nicaragüense que juega como defensa y actualmente milita en la Asociación Deportiva San Carlos de la Segunda División de Costa Rica.

## Trayectoria
Debutó con el FOX Villa el 17 de septiembre de 2014 en un partido frente al Real Estelí, quien se llevó la victoria 2-1 del Estadio Olímpico de San Marcos.
Con el equipo de Jinotepe jugó 26 partidos y le anotó un gol al Real Madriz, el 22 de febrero de 2015. El resultado fue de 2-2.
En junio de 2015 se incorpora a la Asociación Deportiva San Carlos de la Segunda División de Costa Rica para el Torneo Apertura 2015.

## Clubes
La siguiente tabla detalla los encuentros disputados y los goles marcados por Axel Silva en los clubes en los que ha militado.
| Club                    | Temporada           | Liga | Liga | Copas Nacionales * | Copas Nacionales * | Copas Internacionales ** | Copas Internacionales ** | Total | Total |
| Club                    | Temporada           | PJ   | G    | PJ                 | G                  | PJ                       | G                        | PJ    | G     |
| ----------------------- | ------------------- | ---- | ---- | ------------------ | ------------------ | ------------------------ | ------------------------ | ----- | ----- |
| FOX Villa · Nicaragua   | 2014 - 2015         | 26   | 1    | 0                  | 0                  | 0                        | 0                        | 26    | 1     |
| FOX Villa · Nicaragua   | Total               | 26   | 1    | 0                  | 0                  | 0                        | 0                        | 26    | 1     |
| San Carlos · Costa Rica | 2015 - 2016         | 0    | 0    | 0                  | 0                  | 0                        | 0                        | 0     | 0     |
| San Carlos · Costa Rica | Total               | 0    | 0    | 0                  | 0                  | 0                        | 0                        | 0     | 0     |
| Total en su carrera     | Total en su carrera | 26   | 1    | 0                  | 0                  | 0                        | 0                        | 26    | 1     |